# Caio Collet
Caio Jotta Collet (São Paulo, 3 de abril de 2002) é um automobilista brasileiro que atualmente é piloto da HMD Motorsports na Indy NXT. Ele participou de duas corridas da Fórmula E em 2024 pela equipe Nissan, da qual também foi piloto reserva e de simulador. Ele é ex-membro da academia de jovens pilotos da Alpine.

## Biografia
Caio Jotta Collet é nascido em São Paulo e é filho de Paula e de Carlo Collet Jr., heptacampeão do Rally dos Sertões e dono de ume empresa de blindagens. Caio possui ascendência italiana e francesa.
Collet começou pilotando quadriciclos, chegando a participar do Campeonato Paulista de Quadriciclo, e acompanhando seu pai nos rallys, mas sua mãe se mostrou contrária a essa escolha, por conta de seu pai voltar lesionado após disputar várias provas. Aos oito anos, Caio sofreu um acidente de moto que o fez migrar para o cartismo. Aos dezesseis, foi morar sozinho na Europa, para dar sequência à sua carreira. Inicialmente, viveu em Le Mans, na França, depois se mudou para Viareggio, comuna da Toscana, na Itália. Ele chegou a dividir residência com Oscar Piastri durante três anos, de quem acabou se tornando amigo próximo.
Collet tem como ídolos os pilotos de F1 Ayrton Senna e Felipe Massa, com este último atuando como seu mentor.

## Carreira

### Cartismo
Collet competiu em vários campeonatos de kart pelo Brasil, Estados Unidos e Europa, se tornando hexacampeão paulista e tetracampeão brasileiro de kart. Em 2014, Collet foi vice campeão da Florida Winter Tour, e em 2015, foi terceiro colocado no Campeonato Mundial de Kart, ficando atrás apenas de Clément Novalak e do futuro piloto de F1 Logan Sargeant. Este resultado de Collet marcou o primeiro pódio do Brasil nessa categoria desde 1998, quando Ruben Carrapatoso foi campeão e André Nicastro foi o terceiro colocado.
Em 2016, Collet conseguiu a quarta colocação no WSK Super Master Series e a sexta colocação no Campeonato Europeu de Kart. Nessa época, ele se juntou à All Road Management, pertencente a Nicolas Todt, filho de Jean Todt e empresário de pilotos como Felipe Massa.

### Fórmula 4

#### Emirados Árabes Unidos
Collet fez sua estreia nos monopostos em janeiro de 2018, juntando-se à equipe Silberpfeil Energy Dubai na Fórmula 4 dos Emirados Árabes Unidos. Lá, ele disputou só sete corridas em uma temporada de 23, conquistou uma vitória, quatro segundos lugares, um terceiro, um quarto lugar, duas poles e três voltas mais rápidas, mesmo correndo somente parte da temporada terminou na sexta colocação em um campeonato com dezessete pilotos inscritos.

#### França

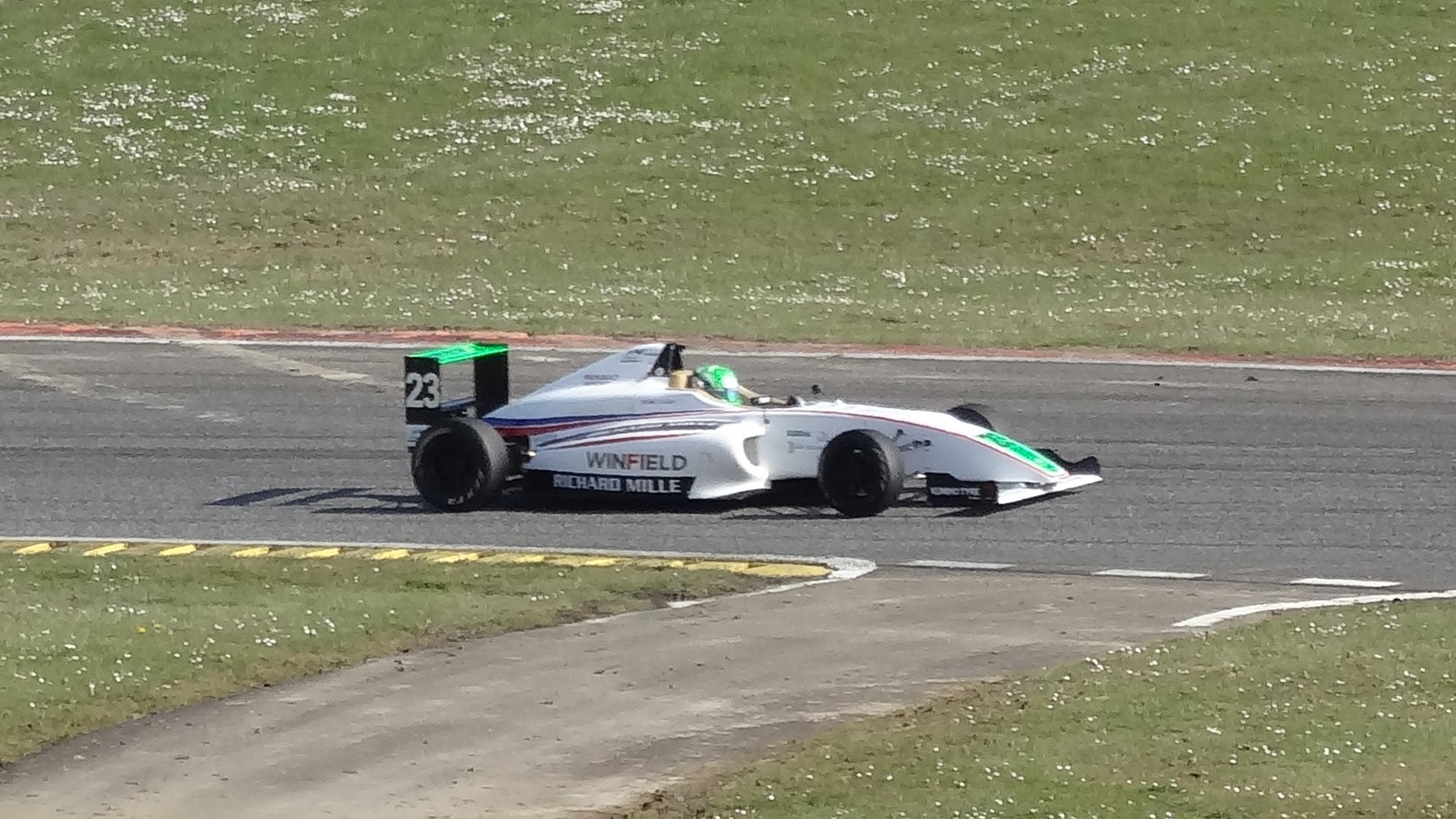
Collet na F4 Francesa em 2018

Ainda no começo do ano, Collet foi o primeiro brasileiro a vencer o prêmio de automobilismo Volante Winfield, conseguindo uma vaga no Campeonato Francês de Fórmula 4 em abril do mesmo ano. Caio correu as 21 corridas da temporada de Formula 4 Francesa, enfrentando nomes como Arthur Leclerc e Théo Pourchaire, e foi campeão após vencer duas das três corridas da rodada em Jerez. Collet fechou o ano com 7 vitórias, 2 segundos lugares, 4 terceiros, 7 poles e 7 voltas mais rápidas, acumulando 296,5 pontos e tendo 86 pontos de vantagem para o vice, o belga Ugo de Wilde.

#### Alemanha
Em setembro Caio foi chamado pela equipe italiana Prema Powerteam para correr uma etapa de três corridas no Campeonato Alemão de Fórmula 4 no circuito de Hockenheim, Collet terminou a primeira corrida na décima quarta colocação depois de ter problemas com o carro, a segunda corrida ele terminou em quinto e a terceira na sexta colocação.

### Fórmula Renault
Em 2019, Collet se tornou membro da Renault Sport Academy (atual Alpine Academy) e foi contratado pela equipe R-ace GP para correr na Eurocopa de Fórmula Renault 2.0, sendo companheiro de Oscar Piastri, Alexander Smolyar e Grégoire Saucy, que foi piloto convidado em algumas rodadas. Numa temporada de vinte corridas, Collet pontuou em dezenove. Ele não teve vitórias, fez seis pódios e seu melhor resultado foi um segundo lugar na corrida 2 em Spa-Francorchamps, ficando em quinto no campeonato de pilotos, com 207 pontos. Na disputa com os companheiros de equipe, Collet ficou atrás de Smolyar, terceiro colocado, por 48 pontos, e de Piastri, o campeão, por 113 pontos. Porém, no campeonato de estreantes, Collet teve dez vitórias, o que o consagrou campeão com antecedência.
Collet seguiu na R-ace para 2020, sendo o único piloto da equipe a fazer a temporada completa. Teve sua primeira vitória na corrida 2 de Monza, vencendo mais quatro vezes, fazendo também três poles e doze pódios. O brasileiro disputou o título com seu companheiro da Renault Sport Academy Victor Martins, que teve duas vitórias a mais que Collet e foi campeão. Collet finalizou 2020 como vice-campeão, acumulando 304 pontos, ficando 48 atrás de Martins e 90,5 à frente do terceiro colocado Franco Colapinto.

### Toyota Racing Series
Em 2020, Collet fez sua estreia na Toyota Racing Series pela equipe mtec Motorsport-Engineered by R-ace GP, conquistando uma pole position e uma vitória em quinze corridas e terminando o campeonato em sétimo lugar com 219 pontos.

### Fórmula 3

#### 2021

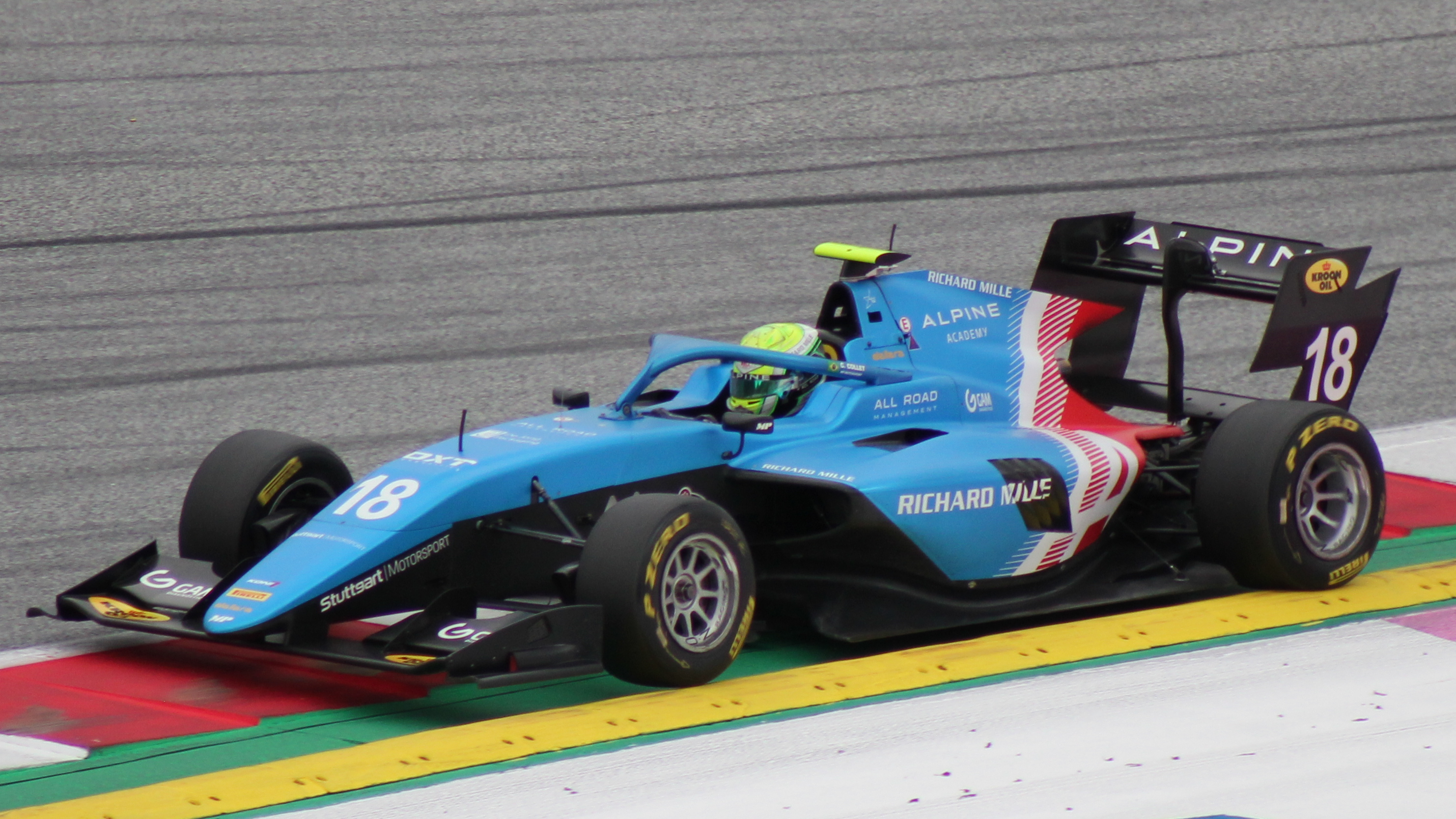
Collet na Áustria em 2021

Em 5 de fevereiro de 2021, foi anunciado que Collet havia sido contratado pela equipe MP Motorsport para a disputa do Campeonato de Fórmula 3 da FIA de 2021, correndo ao lado do francês Victor Martins e do neerlandês Tijmen van der Helm. Ao final do campeonato, Caio terminou na nona colocação, fazendo um campeonato consistente, conquistando dois terceiros lugares na corrida 1 de Barcelona e na corrida 3 de Le Castellet, e pontuando em 12 das 20 das etapas. Collet terminou como o segundo melhor estreante da competição, ficando atrás apenas do seu companheiro de equipe e de academia Alpine, Victor Martins, que terminou em quinto no campeonato geral.

#### 2022

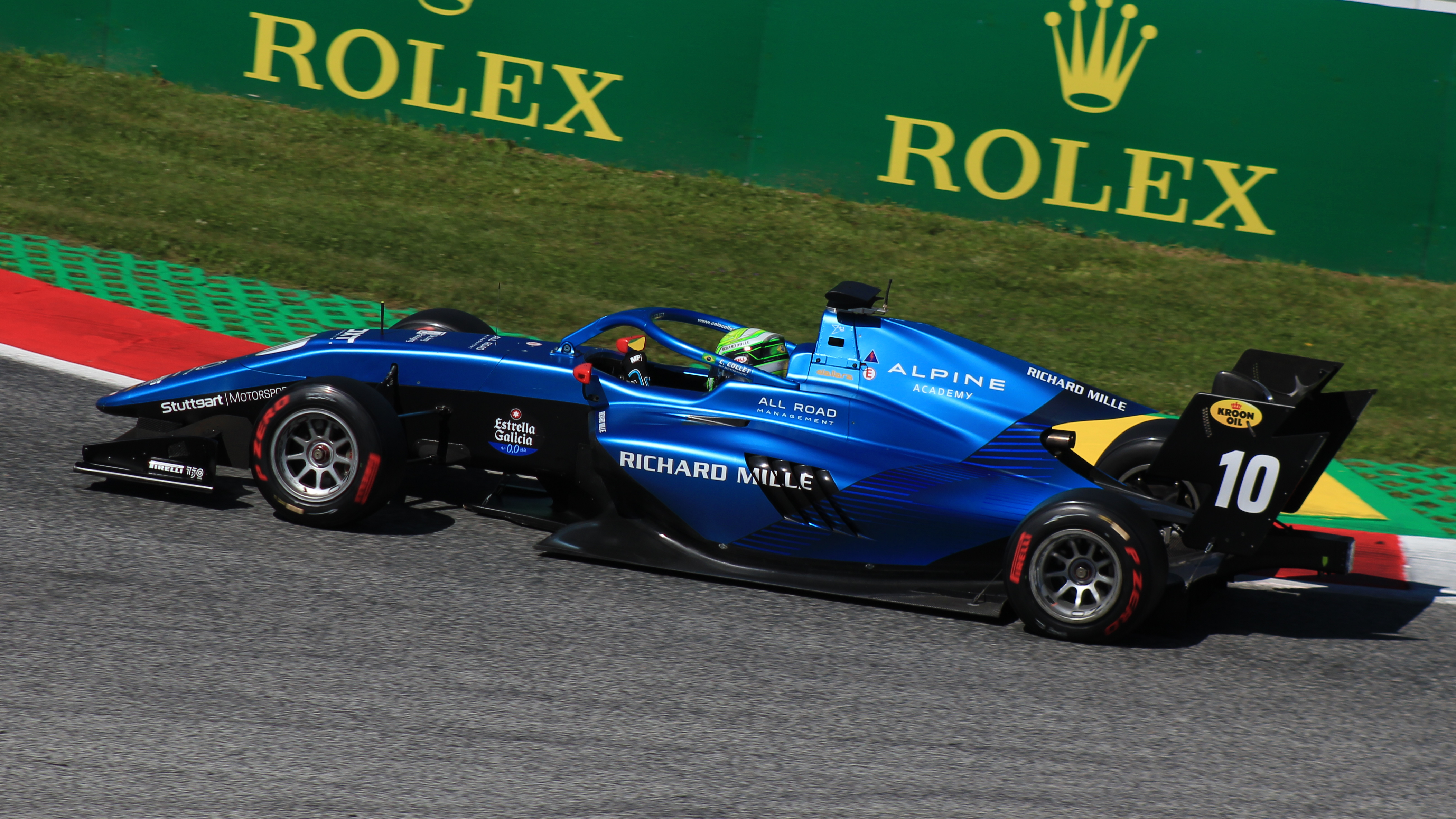
Collet no Red Bull Ring em 2022

Em 14 de fevereiro de 2022, foi anunciada a permanência de Caio Collet na equipe MP Motorsport para a temporada de 2022 do Campeonato de Fórmula 3 da FIA, sendo companheiro do indiano Kush Maini e do russo Alexander Smolyar. Ele teve a sua primeira vitória na corrida sprint de Hungaroring, repetindo o resultado na sprint de Zandvoort, e fez sua primeira pole position em Spa-Francorchamps. Ao todo, ele obteve cinco pódios e terminou a competição em oitavo, com 88 pontos, 12 a mais que o nono colocado, Franco Colapinto, e também o décimo colocado, seu companheiro de equipe Alexander Smolyar. Collet foi o melhor piloto da MP de 2022, já que além de ficar acima de Smolyar, ele também superou Maini, que ficou em décimo quarto e fez 57 pontos a menos que o brasileiro.

#### 2023

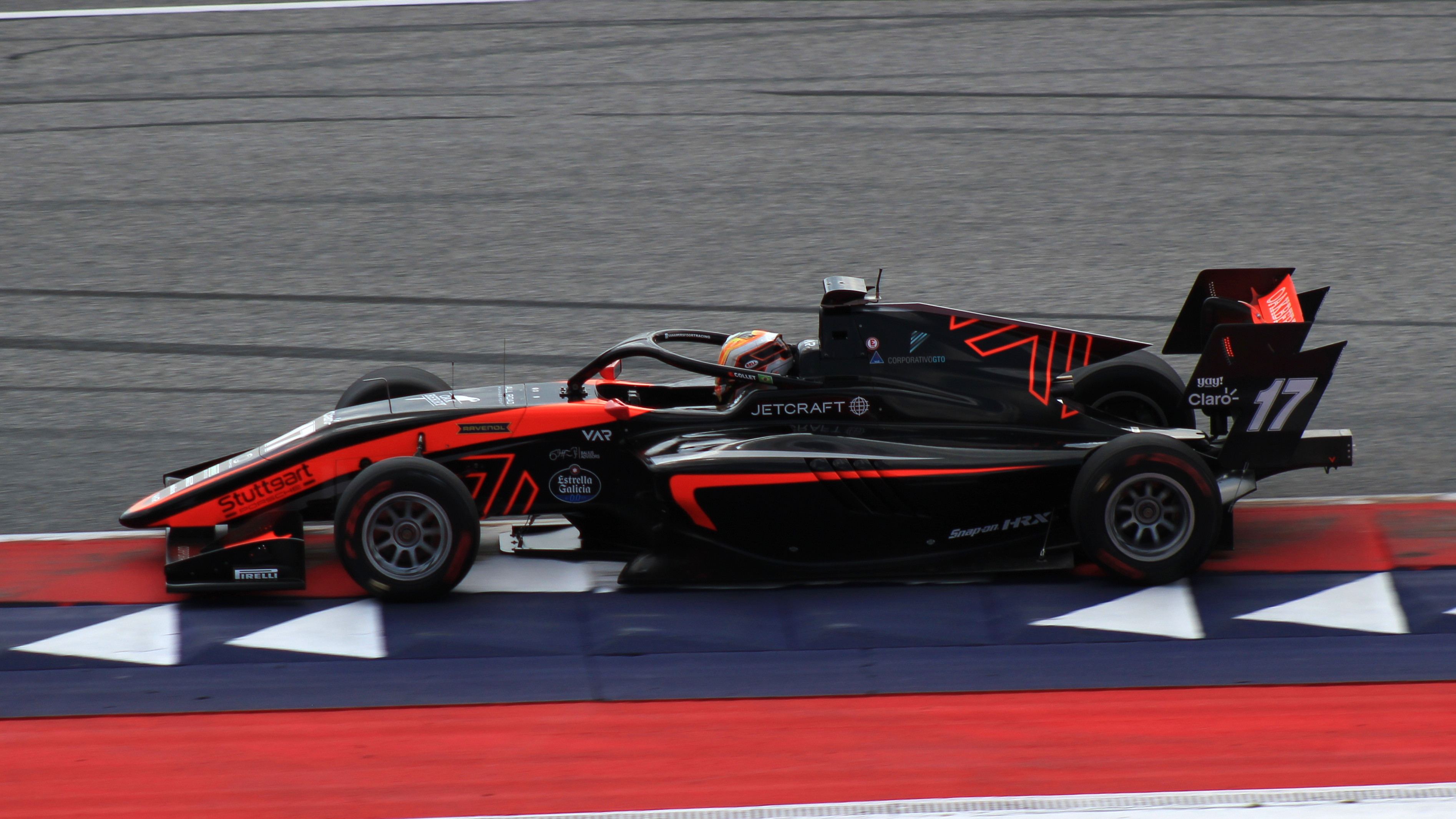
Collet em Spielberg em 2023

Apesar de não ter participado do teste pós-temporada do ano anterior, Collet se transferiu para a equipe Van Amersfoort Racing para a disputa da temporada de 2023, sua terceira temporada na Fórmula 3, e sendo companheiro do mexicano Rafael Villagómez e do australiano Tommy Smith. Guiando pela equipe neerlandesa, Collet conseguiu uma vitória na sprint da Bélgica, mais terceiros lugares na sprint do Barém e nas duas provas da Áustria, e fechou o campeonato em 9º lugar, com 73 pontos, o que ele considerou "um desempenho muito bom". Mais uma vez, Collet foi o melhor piloto de sua equipe, já que Villagómez só fez dois pontos, sendo o vigésimo quinto colocado, e Smith, o 27º, não somou nenhum.

### Fórmula 1
Em 2019, Collet foi contratado pela Renault Sport Academy. Collet estava incluído na formação da academia quando foi renomeada para Alpine Academy em 2021. No início de 2023, Collet foi removido da academia. Apesar disso, Collet explicou que ele "ainda estava ligado à Alpine" e "ainda está em contato".

### Fórmula E
Em janeiro de 2024, Collet foi nomeado piloto reserva e de simulador da equipe de Fórmula E da Nissan. Sua primeira vez em um carro da Fórmula E foi durante a sessão de treinos livres para novatos no ePrix de Misano de 2024 pela Nissan. Collet também pilotou durante o Teste de Novatos após o ePrix de Berlim.
Sua estreia na categoria foi no ePrix de Portland, substituindo o titular Oliver Rowland, que estava doente. Ele terminou as corridas em respeitáveis 18º e 16º lugares, sendo que na última corrida Collet chegou a terminar à frente de seu companheiro de equipe mais experiente, Sacha Fenestraz.
Collet deixou o posto de reserva em dezembro de 2024, para se concentrar na Indy NXT. Ele foi substituído pelo também brasileiro Sérgio Sette Câmara.

### Indy NXT

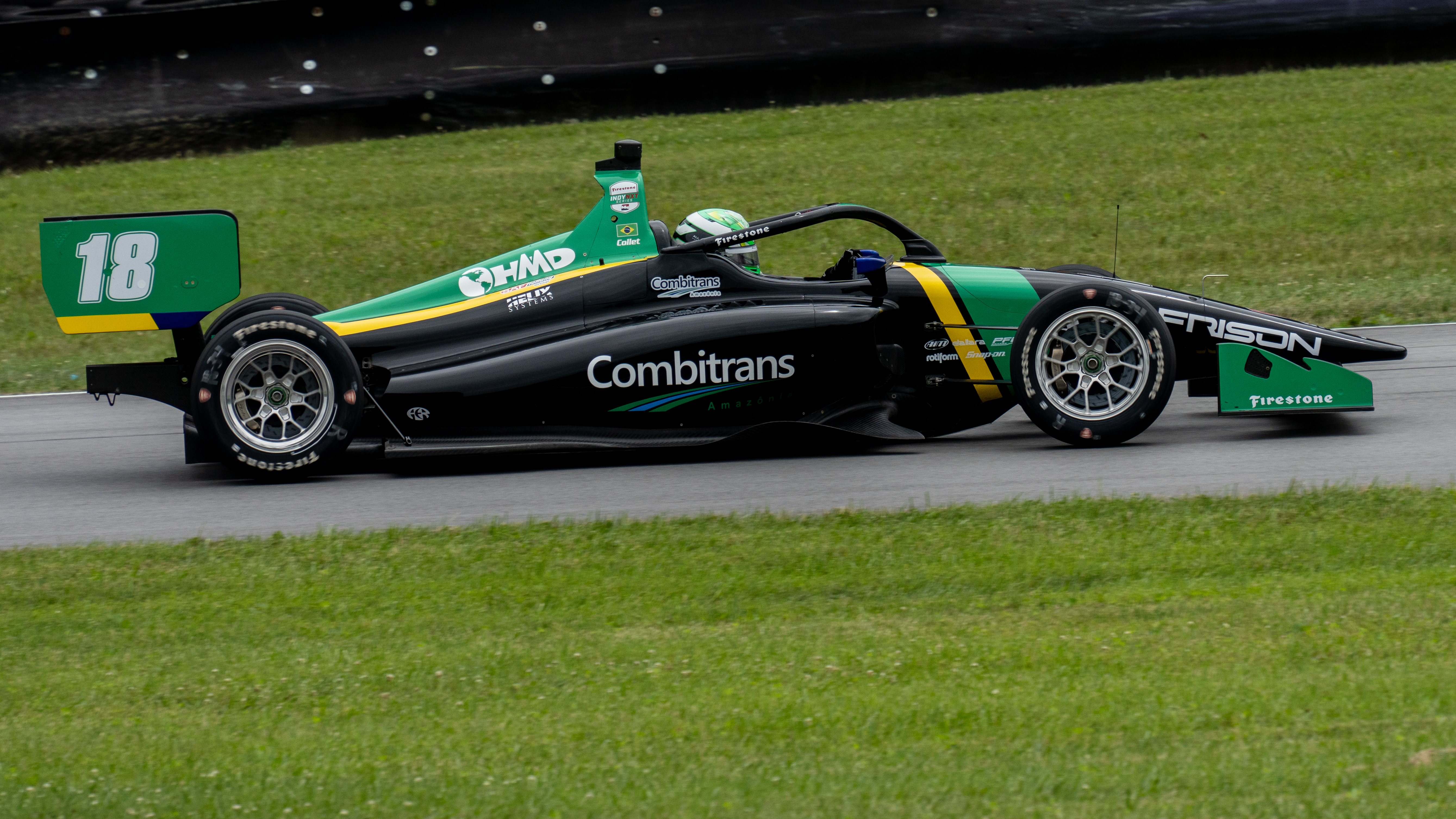
Collet em Mid-Ohio em 2024

Em fevereiro de 2024, Collet anunciou sua mudança para os Estados Unidos, para disputar a Indy NXT pela HMD Mototsports, atual campeã da categoria. Ele já havia testado pela equipe em outubro de 2023, pela Chris Griffis Memorial Test, evento anual que a categoria promove após a conclusão da temporada.
Seu primeiro pódio foi na corrida 2 de Indianápolis, na qual ele também foi destaque por ter liderado a maioria das voltas. Sua primeira vitória foi em Mid-Ohio, na qual ele também fez a pole position, batendo o recorde da pista, a volta mais rápida e liderou a maioria das voltas. Ele só venceu uma vez no ano e finalizou sua temporada de estreia com seis pódios e 436 pontos, o que lhe rendeu o terceiro lugar no campeonato e o título de melhor estreante.
Em setembro de 2024, foi anunciado que Collet seguiria na HMD para disputar a temporada 2025.

## Resultados
| Temporada | Categoria                                         | Equipe                                 | Corridas | Vitórias | Poles | V.M.R | Pódios | Pontos | Pos. |
| --------- | ------------------------------------------------- | -------------------------------------- | -------- | -------- | ----- | ----- | ------ | ------ | ---- |
| 2017-18   | F4 dos Emirados Árabes Unidos                     | Silberpfeil Energy Dubai               | 7        | 1        | 2     | 3     | 6      | 124    | 6°   |
| 2018      | Fórmula 4 Francesa                                | Mygale M14                             | 21       | 7        | 7     | 7     | 13     | 303.5  | 1°   |
| 2018      | ADAC Fórmula 4                                    | Prema Theodore Racing                  | 3        | 0        | 0     | 0     | 0      | 18     | 16º  |
| 2019      | Campeonato de Estreantes da Eurocopa de F.Renault | R-ace GP                               | 20       | 10       | -     | -     | -      | -      | 1°   |
| 2019      | Eurocopa de Fórmula Renault 2.0                   | R-ace GP                               | 20       | 0        | 0     | 0     | 6      | 207    | 5º   |
| 2020      | Toyota Racing Series                              | mtec Motorsport engineered by R-ace GP | 15       | 1        | 1     | 2     | 1      | 219    | 7°   |
| 2020      | Eurocopa de Fórmula Renault 2.0                   | R-ace GP                               | 20       | 5        | 3     | 3     | 12     | 304    | 2°   |
| 2021      | Fórmula 3                                         | MP Motorsport                          | 20       | 0        | 0     | 0     | 2      | 93     | 9º   |
| 2022      | Fórmula 3                                         | MP Motorsport                          | 18       | 2        | 1     | 2     | 5      | 88     | 8º   |
| 2023      | Fórmula 3                                         | Van Amersfoort Racing                  | 18       | 1        | 0     | 1     | 4      | 73     | 9º   |
| 2023-24   | Fórmula E                                         | Nissan Formula E Team                  | 2        | 0        | 0     | 0     | 0      | 0      | 28º  |
| 2024      | Indy NXT                                          | HMD Motorsports                        | 14       | 1        | 1     | 3     | 6      | 436    | 3º   |
| 2025      | Indy NXT                                          | HMD Motorsports                        | 0        | 0        | 0     | 0     | 0      | 0      | ?*   |

* Temporada ainda em progresso

### Resultados na Fórmula 4 Francesa
(Legenda) (Corridas em negrito indicam pole position; corridas em itálico indicam pontos pela volta mais rápida dentro dos dez primeiros colocados)
| Temporada | 1       | 2     | 3     | 4     | 5       | 6       | 7         | 8       | 9       | 10      | 11      | 12      | 13    | 14      | 15      | 16    | 17      | 18      | 19      | 20      | 21      | Pos. | Pts.  |
| --------- | ------- | ----- | ----- | ----- | ------- | ------- | --------- | ------- | ------- | ------- | ------- | ------- | ----- | ------- | ------- | ----- | ------- | ------- | ------- | ------- | ------- | ---- | ----- |
| 2018      | NOG 1 3 | NOG 2 | NOG 3 | PAU 1 | PAU 2 6 | PAU 3 1 | SPA 1 Ret | SPA 2 4 | SPA 3 2 | DIJ 1 4 | DIJ 2 4 | DIJ 3 1 | MAG 1 | MAG 2 3 | MAG 3 1 | JER 1 | JER 2 5 | JER 3 1 | LEC 1 3 | LEC 2 4 | LEC 3 5 | 1°   | 303.5 |

### Resultados na Eurocopa de Fórmula Renault
(Legenda) (Corridas em negrito indicam pole position; corridas em itálico indicam pontos pela volta mais rápida dentro dos dez primeiros colocados)
| Temporada | Equipe   | 1        | 2       | 3       | 4       | 5       | 6       | 7       | 8       | 9       | 10      | 11      | 12      | 13       | 14      | 15      | 16        | 17      | 18        | 19      | 20      | Pos. | Pts. |
| --------- | -------- | -------- | ------- | ------- | ------- | ------- | ------- | ------- | ------- | ------- | ------- | ------- | ------- | -------- | ------- | ------- | --------- | ------- | --------- | ------- | ------- | ---- | ---- |
| 2019      | R-ace GP | MNZ 1 12 | MNZ 2 7 | SIL 1 5 | SIL 2 4 | MON 1 3 | MON 2 4 | LEC 1 5 | LEC 2 4 | SPA 1 8 | SPA 2   | NÜR 1 6 | NÜR 2 3 | HUN 1 4  | HUN 2 4 | CAT 1 4 | CAT 2 7   | HOC 1 3 | HOC 2 3   | YAS 1 8 | YAS 2 3 | 5°   | 207  |
| 2020      | R-ace GP | MNZ 1 3  | MNZ 2 1 | IMO 1 2 | IMO 2 5 | NÜR 1 6 | NÜR 2 4 | MAG 1   | MAG 2   | ZAN 1 2 | ZAN 2 1 | CAT 1 2 | CAT 2   | SPA 1 7‡ | SPA 2 6 | IMO 1   | IMO 2 Ret | HOC 1   | HOC 2 Ret | LEC 1 2 | LEC 2 4 | 2°   | 304  |

‡ Apenas metade dos pontos foi concedida visto que menos de 75% da distância da corrida foi completada.

### Resultados na Toyota Racing Series
(Legenda) (Corridas em negrito indicam pole position; corridas em itálico indicam pontos pela volta mais rápida dentro dos dez primeiros colocados))
| Ano  | Equipe         | 1       | 2         | 3         | 4     | 5       | 6       | 7       | 8       | 9       | 10        | 11       | 12      | 13      | 14      | 15      | Pos. | Pts. |
| ---- | -------------- | ------- | --------- | --------- | ----- | ------- | ------- | ------- | ------- | ------- | --------- | -------- | ------- | ------- | ------- | ------- | ---- | ---- |
| 2020 | M2 Competition | HIG 1 7 | HIG 2 Ret | HIG 3 DNS | TER 1 | TER 2 8 | TER 3 5 | HMP 1 4 | HMP 2 6 | HMP 3 4 | PUK 1 Ret | PUK 2 14 | PUK 3 7 | MAN 1 4 | MAN 2 6 | MAN 3 4 | 7°   | 219  |

### Resultados na Fórmula 3 da FIA
(Legenda) (Corridas em negrito indicam pole position; corridas em itálico indicam pontos pela volta mais rápida dentro dos dez primeiros colocados)
| Temporada | Equipe                | 1       | 2         | 3         | 4        | 5         | 6         | 7        | 8        | 9       | 10       | 11       | 12       | 13       | 14       | 15      | 16      | 17       | 18       | 19      | 20      | 21        | Pos. | Pts. |
| --------- | --------------------- | ------- | --------- | --------- | -------- | --------- | --------- | -------- | -------- | ------- | -------- | -------- | -------- | -------- | -------- | ------- | ------- | -------- | -------- | ------- | ------- | --------- | ---- | ---- |
| 2021      | MP Motorsport         | CAT 1 3 | CAT 2 5   | CAT 3 8   | LEC 1 13 | LEC 2 Ret | LEC 3     | RBR 1 17 | RBR 2 11 | RBR 3 7 | HUN 1 20 | HUN 2 12 | HUN 3 16 | SPA 1 9  | SPA 2 4  | SPA 3 4 | ZAN 1 5 | ZAN 2 4  | ZAN 3 5  | SOC 1 5 | SOC 2 C | SOC 3 Ret | 9º   | 93   |
| 2022      | MP Motorsport         | BAR 1 7 | BAR 2 Ret | IMO 1 24† | IMO 2 11 | CAT 1 3   | CAT 2 7   | SIL 1 11 | SIL 2 4  | RBR 1 2 | RBR 2 27 | HUN 1    | HUN 2 9  | SPA 1 10 | SPA 2 6  | ZAN 1   | ZAN 2 7 | MNZ 1 3  | MNZ 2 20 |         |         |           | 8º   | 88   |
| 2023      | Van Amersfoort Racing | BAR 1 3 | BAR 2 14  | ALB 1 21  | ALB 2 16 | MON 1 9   | MON 2 Ret | CAT 1 17 | CAT 2 12 | RBR 1 3 | RBR 2 3  | SIL 1 4  | SIL 2 15 | HUN 1 23 | HUN 2 19 | SPA 1   | SPA 2 5 | MNZ 1 19 | MNZ 2 4  |         |         |           | 9º   | 73   |

* Temporada ainda em progresso.

### Resultados completos na Indy NXT
(Legenda) (Corridas em negrito indicam pole position; corridas em itálico indicam pontos pela volta mais rápida dentro dos dez primeiros colocados) (Corridas com L indicam liderança em pelo menos uma volta) (Corridas com * indicam mais voltas lideradas)
| Ano  | Equipe          | 1     | 2     | 3      | 4       | 5     | 6     | 7     | 8     | 9      | 10     | 11     | 12    | 13    | 14    | Pos. | Pts. |
| ---- | --------------- | ----- | ----- | ------ | ------- | ----- | ----- | ----- | ----- | ------ | ------ | ------ | ----- | ----- | ----- | ---- | ---- |
| 2024 | HMD Motorsports | STP 7 | BAR 4 | IMS 19 | IMS 3L* | DET 2 | ROA 5 | LAG 2 | LAG 2 | MDO 1* | IOW 18 | GTW 14 | POR 4 | MIL 8 | NSH 3 | 3º   | 436  |
| 2025 | HMD Motorsports | STP   | BAR   | IMS    | IMS     | DET   | GMP   | RDA   | MDO   | IOW    | LAG    | LAG    | POR   | MIL   | NSH   | TBD  | 0    |